# Gat mau egipci

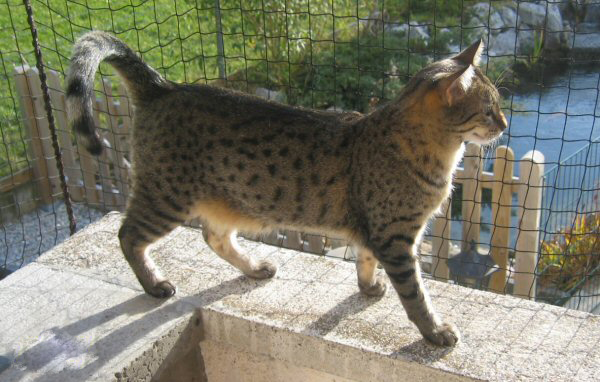
Mau egipci

El gat mau egipci és una raça de gat domèstic originària d'Egipte.

## Etimologia
La paraula "mau" volia dir 'gat' a l'antic Egipte. Aquesta raça, en realitat, és una nova raça que va aparèixer per primera vegada a Europa al voltant del 1960.

## Característiques

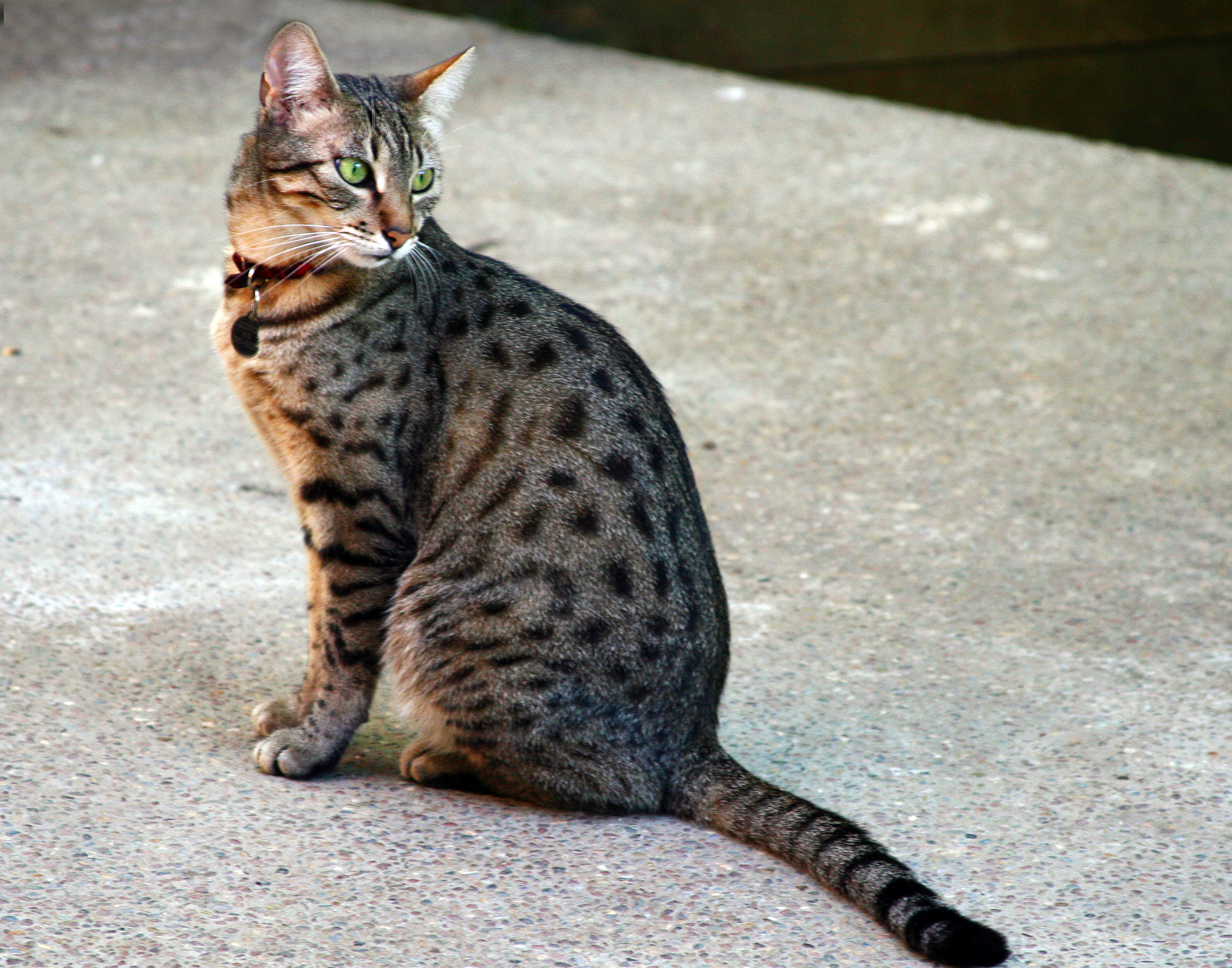
Mau egipci

La seva gràcia, el seu cos flexible, els seus ulls verds, i en poques ocasions color ambre, i el fons pàl·lid del seu pelatge el fan més semblant als gats de l'antic Egipte que qualsevol altre gat. Potser això es deu al fet que el mau egipci va ser un intent d'establir una raça que s'assemblés als gats representats en l'art egipci antic, a partir d'un gat clapat nadiu de producció natural.
Amb un cos proporcionat i elegant, té una gran agilitat, bona musculatura i una extraordinària capacitat per a saltar gràcies al fet que les seves potes davanteres són una mica més curtes si es comparen amb les del darrere.
Els ulls del mau egipci, en general solen ser de color clar, verds i de forma ametllada.

## Varietats
El mau egipci disposa de tres varietats de pèl: platejat, amb taques de color blavós fosc sobre un fons platejat clar; bronze, amb taques marrons amb un to bronzejat en el fons, i el color fum, que està clapejat amb taques negres en un fons de color crema.

## Personalitat
És un gat molt independent, com la majoria dels gats, encara que afectuós i fidel als seus amos.